# Noah Sewell
Noah Sewell (Malaeimi, Samoa Americana; 26 de abril de 2001) es un jugador profesional estadounidense de fútbol americano, se desempeña en la posición de linebacker en Chicago Bears, en la National Football League (NFL).

## Carrera
Hizo su debut profesional con el equipo Chicago Bears, lleva jugando una temporada, comenzó en el 2023.